# Angela Finocchiaro
Pour les articles homonymes, voir Finocchiaro.
 (avril 2022).
Si vous disposez d'ouvrages ou d'articles de référence ou si vous connaissez des sites web de qualité traitant du thème abordé ici, merci de compléter l'article en donnant les références utiles à sa vérifiabilité et en les liant à la section « Notes et références ».
Angela Finocchiaro, née le 20 novembre 1955 à Milan dans la région de la Lombardie en Italie, est une actrice italienne jouant pour le théâtre, le cinéma et la télévision.

## Biographie
Actrice de théâtre, elle joue dans la compagnie Quelli di Grock (it) ou elle y rencontre notamment Maurizio Nichetti qui lui offre son premier rôle d’importance au cinéma dans le film Ratataplan. Elle poursuit sa collaboration avec le réalisateur et apparaît dans son second film Ho fatto splash avant de retourner vers le théâtre et le cabaret. De retour au cinéma et à la télévision en 1986, elle enchaîne les apparitions au cinéma tout en continuant à être actif dans divers rôles théâtrales.
En 1988, elle joue une première fois pour Daniele Luchetti (Domani, domani), en 1991 elle retrouve Maurizio Nichetti (L'Amour avec des gants). Elle apparaît alors dans de nombreux films au cours des années 1990, principalement dans des rôles secondaires. À partir de 1998, elle disparaît des salles de cinéma au profit du théâtre, jouant quelques rôles à la télévision.
Elle revient au cinéma en 2004 avec le film À corps perdus de Sergio Castellitto. En 2005, son rôle dans La Bête dans le cœur de Cristina Comencini est un succès en Italie, elle reçoit à cette occasion le David di Donatello, le Ruban d’argent et le Ciak d'oro de la meilleure actrice dans un second rôle. Jouant une quatrième fois pour Daniele Luchetti en 2007 au sein du film Mon frère est fils unique, elle obtient un nouveau David di Donatello. Elle a joué depuis sous la direction de nombreux réalisateurs, dont Luca Miniero, Carlo Verdone, Ferzan Ozpetek ou Fausto Brizzi.

## Filmographie

### Au cinéma
- 1976 : Allegro non troppo de Bruno Bozzetto
- 1979 : Ratataplan de Maurizio Nichetti
- 1980 : Ho fatto splash de Maurizio Nichetti
- 1986 : Dolce assenza de Claudio Sestieri
- 1986 : Il burbero de Castellano et Pipolo
- 1986 : Dolce assenza de Claudio Sestieri
- 1987 : Man on Fire (Un uomo sotto tiro) d’Élie Chouraqui
- 1988 : Domani, domani (Domani accadrà) de Daniele Luchetti
- 1989 : Io, Peter Pan d’Enzo De Caro
- 1989 : Luisa, Carla, Lorenza e... le affettuose lontananze de Sergio Rossi
- 1989 : Gentili signore d’Adriana Monti
- 1991 : L'Amour avec des gants (Volere volare) de Maurizio Nichetti
- 1991 : Le Porteur de serviette (Il portaborse ) de Daniele Luchetti
- 1991 : Il muro di gomma de Marco Risi
- 1992 : Ostinato destino de Gianfranco Albano
- 1992 : Assolto per aver commesso il fatto d’Alberto Sordi
- 1992 : Per non dimenticare de Massimo Martelli
- 1993 : Arriva la bufera de Daniele Luchetti
- 1994 : A che punto e' la notte de Nanni Loy
- 1994 : Quando le montagne finiscono de Daniele Carnacina
- 1995 : Bidoni de Felice Farina
- 1997 : Con rabbia e con amore d'Alfredo Angeli
- 1998 : L'ultimo capodanno de Marco Risi
- 2004 : À corps perdus (Non ti muovere) de Sergio Castellitto
- 2004 : Signora de Francesco Laudadio
- 2004 : 13dici a tavola d'Enrico Oldoini
- 2005 : La Bête dans le cœur (La bestia nel cuore) de Cristina Comencini
- 2007 : Lezioni di volo de Francesca Archibugi
- 2007 : Mon frère est fils unique (Mio fratello è figlio unico) de Daniele Luchetti
- 2008 : Amore, bugie e calcetto de Luca Lucini
- 2008 : Un giorno perfetto de Ferzan Ozpetek
- 2008 : Il cosmo sul comò de Marcello Cesena
- 2009 : I mostri oggi d’Enrico Oldoini
- 2010 : Io, loro e Lara de Carlo Verdone
- 2010 : Benvenuti al Sud de Luca Miniero
- 2010 : La banda dei Babbi Natale de Paolo Genovese
- 2011 : Miseria e nobiltà de Roberto Nobile
- 2011 : Una su tre de Claudio Bozzatello
- 2011 : Bar Sport de Massimo Martelli
- 2011 : Lezioni di cioccolato 2 d’Alessio Maria Federici
- 2012 : Benvenuti al Nord de Luca Miniero
- 2012 : Il sole dentro de Paolo Bianchini
- 2013 : Ci vuole un gran fisico de Sophie Chiarello
- 2013 : Indovina chi viene a Natale? de Fausto Brizzi
- 2014 : Un boss in salotto de Luca Miniero
- 2016 : Assolo de Laura Morante

### À la télévision
- 1984 : Quo vadiz?
- 1984 : Zanzibar
- 1990 : Scusate l’interruzione
- 1996 : Dio vede e provvede d’Enrico Oldoini
- 1999 : Le Madri d’Angelo Longoni
- 2001 : Il supermercato (série télévisée)
- 2008 : Finalmente a Casa de Gianfrancesco Lazotti
- 2008 : Dr Colwn de Maurizio Nichetti
- 2008 : Due mamme di troppo d’Antonello Grimaldi

## Distinctions
- David di Donatello de la meilleure actrice dans un second rôle en 2006 pour La Bête dans le cœur (La bestia nel cuore).
- Ruban d'argent de la meilleure actrice dans un second rôle en 2006 pour La Bête dans le cœur (La bestia nel cuore).
- Ciak d'oro de la meilleure actrice dans un second rôle en 2006 pour La Bête dans le cœur (La bestia nel cuore).
- David di Donatello de la meilleure actrice dans un second rôle en 2007 pour Mon frère est fils unique (Mio fratello è figlio unico).